# Parazaona cavicola
Espèce
Parazaona cavicola est une espèce de pseudoscorpions de la famille des Chernetidae.

## Distribution
Cette espèce est endémique du Yucatán au Mexique. Elle se rencontre dans les grottes Cueva San Bulha à Mérida et Cueva Kaua à Kaua.

## Publication originale
- Chamberlin, 1938 : A new genus and three new species of false scorpion from Yucatan Caves (Arachnida - Chelonethida). Publications of the Carnegie Institution of Washington, no 491, p. 109-121.